# Ejnar Dyggve

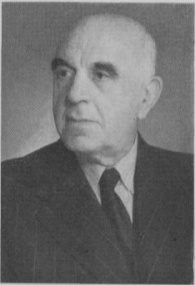
Ejnar Dyggve 1958

Ejnar Aksel Petersen Dyggve (geboren am 17. Oktober 1887 in Libau, Russland, heute Lettland; gestorben am 6. August 1961 in Kopenhagen) war ein dänischer Architekt, Klassischer und Christlicher Archäologe und Architekturhistoriker.

## Ausbildung
Ejnar Dyggve, geboren als Ejnar Aksel Petersen, der 1906 seinen Nachnamen in Dyggve änderte, war der Sohn von Julius August Peter Petersen und dessen Frau Anna Lovisa Josephina, geborene Holmberg. Er besuchte 1904–1905 die Kunstschule Ateneum in Helsinki, 1906 die Nya svenska läroverket, ein finnlandschwedisches Gymnasium in Helsinki. Nach dem Examen philosophicum, einem seinerzeit verbindlichen Propädeutikum dänischer und norwegischer Hochschulen, an der Universität Kopenhagen machte er eine Maurerlehre und legte 1909 sein Examen an der Technischen Schule in Kopenhagen ab. Von 1909 bis 1920 studierte er Architektur an der Königlich Dänischen Kunstakademie als Schüler von Martin Nyrop (1849–1921).

## Architekt
In den 1910er Jahren war er Mitglied der studentischen Architektengruppe Kanonarkitekterne, die sich intensiv um architekturtheoretische Fragestellungen kümmerte. Ergebnis seiner eigenen Arbeiten waren zahlreiche umgesetzte Pläne für Landhäuser, die sich unaufdringlich in die Landschaft im Weichbild Helsinkis einfügen. Mit diesen Bauten war er seinerzeit ein wichtiger Impulsgeber für naturverträgliches Bauen. Auf der Internationalen Architekturausstellung 1921 in Gent gewann er mit seinen Entwürfen die Goldmedaille. Zusammen mit seiner Frau Ingrid Møller Dyggve, geborene Møller (1890–1969), entwarf er auch Möbel. Ejnar Dyggve, der von 1924 bis 1928 Mitglied des staatlichen dänischen Naturfredningsrådet (Naturschutzrat) war, entwickelte 1925 für die Stadt Gent einen Naturschutzplan.

## Archäologe
In den Jahren 1922/23 war er Teilnehmer einer archäologischen und vom staatlichen Rask-Ørsted Fondet finanzierten Expedition des Dänischen Nationalmuseums im dalmatinischen Salona. Hier kam er, obwohl er seit 1908 regelmäßig durch Europa reiste, unter der Expeditionsleitung von Johannes Brøndsted erstmals mit Archäologie und archäologischer Bauforschung in Kontakt. Im Jahr 1929 kehrte er nach Dalmatien zurück, leitete bis 1932 zahlreiche Ausgrabungen und war der verantwortliche Architekt für die Altertümer Dalmatiens. 1932 nahm er an den Ausgrabungen im makedonischen Stobi teil, 1932 und 1935 an den dänischen Ausgrabungen im ätolischen Kalydon. Als Ergebnis publizierte er das Heroon von Kalydon. 1939 und 1953 leitete er die dänischen Ausgrabungen in Thessaloniki im Bereich des Galerius-Palasts, während des Zweiten Weltkriegs zusammen mit Johannes Brøndsted die Ausgrabungen der berühmten Grabhügel von Jellinge in Dänemark.
Nach dem Krieg setzte er seine Forschungen in Italien fort, 1947/48 untersuchte er zusammen mit dem Norweger Hans Peter L’Orange die langobardische Kirche Santa Maria in Valle, den sogenannten Tempietto longobardo, in Cividale del Friuli. Forschungsschwerpunkt beider war die spätantike und frühchristliche Kunst, L’Orange von der Skulptur und Mosaik kommend, Dyggve von der Bauforschung. Untersuchungen zur Basilica urbana führten ihn 1949 erneut nach Salona, 1952 nahm er an der Ausgrabung der dänischen Carlsberg-Stiftung in Lindos auf Rhodos teil, wo er die Architektur des Athenaheiligtums untersuchte und eine Kultkontinuität bis in spätantik-christliche Zeit zu erweisen versuchte. Eine letzte Ausgrabung unternahm er 1954 auf der „Odysseus-Insel“ Mljet in der Adria. Mit seinen Untersuchungen insbesondere zur Architektur des Balkans und der spätantiken Architektur hat er der Bauforschung ein wichtiges Gebiet erschlossen.
Ejnar Dyggve war ab 1936 Mitglied der Königlich Dänischen Akademie der Wissenschaften und lehrte als Dozent an der Ny Carlsberg Glyptotek. Von 1946 bis 1957 war er Direktoriumsmitglied des Ny Carlsbergfondet, einer Abteilung der Carlsberg-Stiftung.

## Mitgliedschaften (Auswahl)
- Österreichisches Archäologisches Institut, korrespondierend 1930, ordentlich 1954
- Wiener Bauhütte 1931
- Deutsches Archäologisches Institut von 1934 bis 1943 und ab 1954 als Mitglied der Römisch-Germanischen Kommission
- Königlich Dänische Akademie der Wissenschaften 1936
- Koldewey-Gesellschaft 1937
- Ungarische Gesellschaft für Archäologie und Kunstgeschichte 1939
- Serbische Akademie der Wissenschaften und Künste 1940
- Kungliga Vitterhets Historie och Antikvitets Akademien 1948
- Jugoslawische Akademie der Wissenschaften und Künste 1948
- Association Internationale des Études Byzantines 1948
- Norwegische Akademie der Wissenschaften 1949
- Société Française d’Archéologie 1952
- Comité International d’Historie de l’Art 1952
- Istituto Veneto di Scienze, Lettere ed Arti 1953
- Österreichische Akademie der Wissenschaften 1956
- Académie des Inscriptions et Belles-Lettres, korrespondierend 1956
- Akademie der Wissenschaften und der Literatur Mainz 1956
- Slowenische Akademie der Wissenschaften und Künste 1958

## Ehrungen
- Ehrenbürgerschaften von Salona 1947 und Cividale 1952
- Ehrendoktorwürden der Universitäten Oslo 1946, Belgrad 1947 und der Technischen Universität München 1959.
- C.F. Hansen Medaille 1917 und 1950
- Ritter des Dannebrogordens

## Schriften (Auswahl)
Eine Bibliographie der Schriften der Ejnar Dyggves bieten Hans Peter L’Orange, Johannes Brøndsted in: Oversigt over Videnskabernes Selskabers virksomhed 1961-62. 1962, S. 103–122.
- Recherches à Salone. Band 1: La ville de Salone – disposition et topographie. Schultz, Kopenhagen 1928.
- Recherches à Salone. Band 2. Schultz, Kopenhagen 1933.
- mit Frederik Poulsen: Das Heroon von Kalydon. Munksgaard, Kopenhagen 1934.
- Forschungen in Salona. Band 3: Der altchristliche Friedhof Marusinac. Rohrer, Wien 1939.
- Ravennatum Palatium Sacrum. La basilica ipetrale per cerimonie – studii sull'architettura dei palazzi della tarda antichità. Munksgaard, Kopenhagen 1941.
- Dødekult, Kejserkult, og Basilika. Bidrag til Spørgsmålet om den oldkristne Kultbygnings Genesis. Branner, Kopenhagen 1943.
- mit Frederik Poulsen: Das Laphrion, der Tempelbezirk von Kalydon. Munksgaard, Kopenhagen 1948.
- History of Salonitan Christianity. Harvard University Press, Cambridge 1951.
- Jellingkongernes mindesmærker. Jørgensen, Kolding 1956.
- Kong Theoderik og den nordiske runddysse. En kunsthistorisk studie over Theoderikmausoleets kuppel. Gad, Kopenhagen 1957.
- Aula sacra – aula sancta. Gad, Kopenhagen 1959.
- Le sanctuaire d’Athana Lindia et l’architecture lindienne (= Lindos fouilles et recherches 1902–1914 et 1952.) Band 3, 1–2. De Gruyter, Berlin 1960.
- mit Hermann Vetters: Mogorjelo. Ein spätantiker Herrensitz im römischen Dalmatien. Böhlau, Köln 1966.